# Пышак (Юрьянский район)
Пышак — село в Юрьянском районе Кировской области в составе Верховинского сельского поселения.

## География
Находится на расстоянии примерно 15 километров на запад-юго-запад от районного центра поселка Юрья.

## История
Известно с 1710 года как поселение при монастырской Богоявленской церкви в Ираифской пустыни. С 1764 отмечается как Заоградная слободка с 76 жителями. С 1802 году Пышатское село. В 1873 году учтено дворов 26 и жителей 147, в 1905 18 дворов в деревне Заоградная Слободка и 7 в селе Пышак с общим населением 187 человек, в 1926 единое село Пышак с 36 дворами и 175 жителями, в 1950 58 и 137 соответственно. В 1989 году проживало 311 человек. Богоявленская церковь обновлялась в 1767 году (деревянное здание) и в 1818 году (каменное).

## Население
Постоянное население  составляло 201 человек (русские 97%) в 2002 году, 129 в 2010.